# Italferr
Italferr este o companie de consultanță și proiecte aparținând FS (Ferrovie dello Stato), compania italiană de stat a căilor ferate.
Italferr, firma de inginerie a grupului feroviar italian de stat, operează pe piețele italiene și internaționale în domeniul ingineriei transportului feroviar.
În 2014 compania a sărbătorit primii treizeci de ani.